# Bastian Meisen
Bastian Meisen (20 aprile 1996) è un ex sciatore alpino tedesco.

## Biografia
Attivo in gare FIS dal dicembre del 2011, Meisen ha esordito in Coppa Europa il 9 febbraio 2015 a Oberjoch in slalom gigante (46º); in Coppa del Mondo ha debuttato il 27 ottobre 2019 a Sölden nella medesima specialità, senza completare la prova, e ha ottenuto il miglior risultato il 23 dicembre 2019 in Alta Badia in parallelo (19º). In Coppa Europa ha conquistato due podi, entrambi in slalom gigante: il 20 febbraio 2020 a Jasná (2º) e il 7 febbraio 2021 a Berchtesgaden (3º); ha preso per l'ultima volta il via in Coppa del Mondo il 28 febbraio 2021 a Bansko in slalom gigante, senza completare la prova, e si è ritirato durante la stagione 2021-2022 e la sua ultima gara è stata uno slalom gigante universitario disputato il 26 febbraio a Mittersill-Cannon Mountain. Non ha preso parte a rassegne olimpiche o iridate.

## Palmarès

### Coppa del Mondo
- Miglior piazzamento in classifica generale: 141º nel 2020

### Coppa Europa
- Miglior piazzamento in classifica generale: 24º nel 2020
- 2 podi:
  - 1 secondo posto
  - 1 terzo posto

### Nor-Am Cup
- Miglior piazzamento in classifica generale: 31º nel 2020
- 2 podi:
  - 2 vittorie

#### Nor-Am Cup - vittorie
| Data           | Località          | Paese       | Specialità |
| -------------- | ----------------- | ----------- | ---------- |
| 5 gennaio 2020 | Burke Mountain    | Stati Uniti | GS         |
| 6 gennaio 2020 | Stowe/Spruce Peak | Stati Uniti | GS         |

Legenda:

GS = slalom gigante

### Campionati tedeschi
- 3 medaglie:
  - 1 oro (slalom gigante nel 2019)
  - 1 argento (combinata nel 2021)
  - 1 bronzo (combinata nel 2015)